# Západní Zadunají
Západní Zadunají (maďarsky Nyugat-Dunántúl) je statistická sídelní jednotka (NUTS 2) v Maďarsku. Je jednou z částí oblasti Zadunají (NUTS:HU 1).

## Adminitrativní dělení
Západní Zadunají je tvořeno župami Zala, Vas a Győr-Moson-Sopron.